# Mnohonožka lesní
Mnohonožka lesní (Julus scandinavius) je druh mnohonožky z čeledi Julidae. Její tělo je stejně jako u dalších mnohonožek této čeledi na průřezu kruhovité a lehce zploštělé z břišní strany, což jí umožňuje se stáčet do spirály. Má tmavohnědé zbarvení s černým hřbetním pruhem. Dospělé samičky dorůstají délky až 40 mm, samečci jsou o něco menší.
Vyskytuje se v detritu a opadaném listí jak v lesních, tak otevřených stanovištích, proniká i do člověkem narušených oblastí. Je rozšířena ve střední, severní a západní Evropě včetně Britských ostrovů, objevena byla i v některých státech USA. V České republice se vyskytuje na celém území.
Živí se rozkládajícími se rostlinami, například dubovým a jasanovým listím.
Samičky jsou schopny rozmnožování až téměř ve třech letech věku, vajíčka po spojení se samečkem kladou v dubnu a krátce nato umírají.[zdroj?]